# Iets (sprookje)
Iets is een sprookje van Hans Christian Andersen, het verscheen in 1858.

## Het verhaal
De oudste van vijf broers wil iets nuttigs doen voor de maatschappij, hij zal stenen maken om mee te bouwen. De tweede vindt dat dit ook wel door een machine gedaan kan worden, hij wordt zelf liever metselaar. Je komt in een gilde en krijgt een eigen vaandel en herberg. Je kunt zelfs meester worden, de vrouw meesteres. De derde broer vindt het werkvolk niks, hij wil bouwmeester worden. Dit is de loopbaan van een kunstenaar die ook denkt. Je begint als timmermansjongen en zult met de pet moeten lopen. Hij zal bier en brandewijn moeten halen, maar als hij gezel is begint het echt. Hij kan architect worden als hij leert tekenen op de academie. Hij heeft dan een titel en zal bouwen, net als anderen voor hem.
De vierde broer wil geen kopie zijn, hij wil een nieuwe stijl scheppen die past bij de nationaliteit van het land. De vijfde broer zegt dat de jeugd soms doordraaft. Hij zal kritieken schrijven over wat zijn broers doen, overal zit een minpunt aan. Hij doet niks en juist daardoor is hij iets. Zolang de wereld bestaat, neemt dit verhaaltje geen eind. De oudste broer merkt dat elke steen een klein geldstuk oplevert. Vele koperstukjes maken echter een blanke (zilveren) daalder. Moeder Margarethe wil een huisje bouwen op de dijk en ze krijgt brokken en stenen van de oudste broer. Het biedt beschutting en kijkt uit over zee. Toen de man die de stenen had gemaakt dood was, stond het huisje nog. De tweede broer had een proefstuk ingeleverd en zingt het lied van de handwerker. Hij bouwt het ene huis na de andere en wordt eigenaar van één ervan. Hij danst met zijn bruid over de lemen vloer, die daardoor glad wordt.
De derde broer was tot bouwmeester opgeklommen, hoogedel en welgeboren. Er wordt een straat naar hem genoemd en het mooiste huis is voor hem. Zijn weduwe is een voornaam weduwe en nog altijd staat zijn naam op de hoek van de straat. De vierde broer valt naar beneden en breekt zijn nek. Hij krijgt een prachtige begrafenis met een parade en muziek. Er worden lijkredes gehouden en er komt een monument op zijn graf. Net als zijn oudere broers is hij nu dood. De broer die kritieken schreef, overleeft hen allen. Hij heeft het laatste woord. Als hij aan de poort van de hemel komt, staat Margarethe uit het huisje van de dijk ook daar. Ze buigt voor hem, want ze denkt voor Petrus te staan.
Margarethe vertelt dat het erg koud was, ze kon mensen horen schaatsen. Ze zag een wit wolkje met een zwart puntje en ze schrok vreselijk. Er zou springvloed komen en, zwak als ze was, ze kwam uit haar bed. Ze riep naar de mensen op het ijs, de hele stad was uitgelopen. Niemand hoorde haar en ze was te zwak om naar hen toe te lopen. Ze stak haar bed in brand en waarschuwde zo de mensen. De mensen renden naar het huis en zagen hoe het ijs brak door de springvloed. De kou en de wind werden de oude vrouw fataal, ze heeft gehoord dat de poort ook open gaat voor stakkers als zij. Een engel neemt de vrouw mee en ze laat een beddenstrootje vallen. De vijfde broer ziet dit veranderen in puur goud.
De engel zegt dat de man niks heeft gedaan, zelfs geen steen heeft hij gemaakt. Hij had niet mooi hoeven zijn, alleen goede bedoelingen tellen. Dan vraagt de oude vrouw genade, omdat de oudste broer de brokken en stenen voor haar heeft gemaakt. De broer die het minst begaafd leek, geeft zijn hemelse scherf. De engel laat de man buiten, want de eerlijke arbeid leek hem te min. De man zal pas kunnen binnenkomen, als hij iets met de beste bedoelingen heeft gedaan. De man denkt dat hij dit beter had kunnen zeggen, maar zegt het tenminste niet hardop en dat is al iets.